# Амангельди (газове родовище)
Амангельди – газоконденсатне родовище на півдні Казахстану.
Родовище відкрили в 1975-му за допомогою свердловини, що дала приплив газу із нижньої частини візейського ярусу (нижній карбон). Всього за період до 1982 року на Амангельди спорудили 17 розвідувальних свердловин, при цьому також виявили поклади у турнейському та серпухівському ярусах (обидва нижній карбон) та відкладах нижньої пермі. Втім, комерційними наразі визнані лише нижньовізейські поклади, на які припадає біля 80% ресурсів родовища. 
Висота нижньовізійських покладів становить 266 – 277 метрів, а газоводяний контакт знаходиться на глибинах від 1961 до 1986 метрів. Газ містить біля 78% метану та 10% етану, до 5,6% попан-бутанової фракції та 1,5% фракції С5+. Також присутні азот (біля 5%), діоксид вуглецю (0,4%), але відсутній сірководень.
Початкові видобувні запаси Амангельди оцінили у 16,8 млрд м3 газу та 0,8 млн тон конденсату (без урахування азотно-гелієвого покладу нижньої пермі, оцінка запасів якого становить 3,2 млрд м3). 
Освоєння родовища почалось у 2002 році, а у 2003-му дали старт дослідно-промисловій розробці. Станом на 2013 рік було видобуто 3 млрд м3 газу та 250 тисяч тон конденсату, при цьому в 2013-му видобуток становив 322 млн м3 газу та 22 тисячі тон конденсату. 
До складу облаштування Амангельди увійшла установка підготовки річною пропускною здатністю 0,7 млрд м3. З середини 2010-х вона також використовується для підготовки продукції сусідніх малих родовищ (Айракти, Жаркум, Анабай).
Видача товарного газ відбувається по трубопроводу Амангельди – Тараз.